# Rhinecanthus rectangulus
Rhinecanthus rectangulus là một loài cá biển thuộc chi Rhinecanthus trong họ Cá bò da. Trong tiếng Hawaii, loài cá này có tên gọi là humuhumunukunukuāpuaʻa (phát âm [ˈhumuˈhumuˈnukuˈnukuˈwaːpuˈwɐʔə]), hoặc ngắn gọn hơn là humuhumu. Loài này được mô tả lần đầu tiên vào năm 1801.

## Từ nguyên
Tính từ định danh rectangulus trong tiếng Latinh có nghĩa là "có hình chữ nhật", hàm ý không rõ, nhiều khả năng đề cập đến hình dạng cơ thể của loài này góc cạnh hơn so với các loài cá bò da khác có dạng elip được biết đến vào thời điểm đó.

## Phạm vi phân bố và môi trường sống
R. rectangulus có phân bố rộng khắp khu vực Ấn Độ Dương - Thái Bình Dương, gồm cả Biển Đỏ. Từ bờ biển Đông Phi, R. rectangulus được phân bố trải dài về phía đông đến tận quần đảo Hawaii và quần đảo Pitcairn, ngược lên phía bắc đến Nam Nhật Bản (gồm cả quần đảo Ogasawara), xa về phía nam đến đảo Lord Howe và quần đảo Kermadec.
R. rectangulus cũng được ghi nhận tại Việt Nam, bao gồm cả quần đảo Hoàng Sa và quần đảo Trường Sa.
R. rectangulus thường sống ở độ sâu khoảng 10–20 m trên nền đáy đá trộn lẫn san hô.

## Mô tả

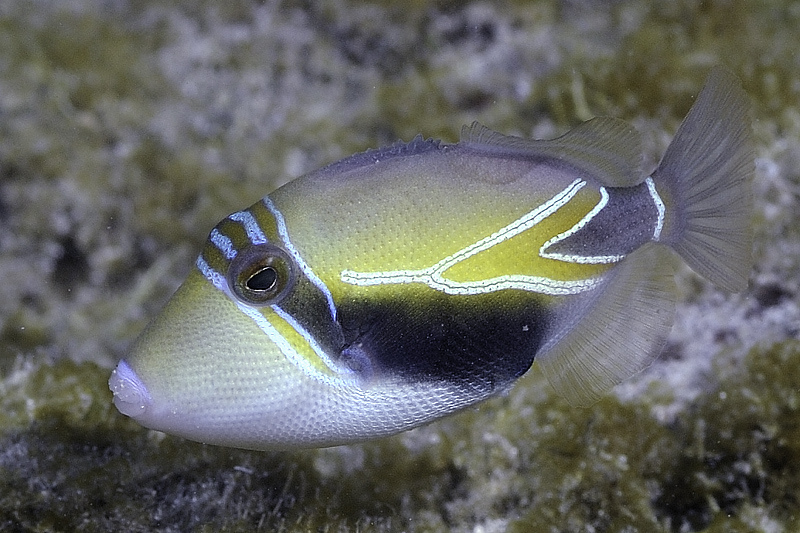
Cá con

Chiều dài cơ thể lớn nhất được ghi nhận ở R. rectangulus là 30 cm. Cuống đuôi có 4 (hiếm khi 5) hàng gai nhỏ. Bụng, ngực và cằm trắng, nâu xám ở phần thân còn lại. Dải đen từ mắt lan rộng xuống vây hậu môn, băng qua gốc vây ngực. Giữa hai mắt có các sọc xanh lam. Thân sau có cặp sọc vàng tạo thành hình tam giác. Cuống đuôi có vệt đen hình tam giác, viền vàng. Một vệt sọc xanh ở môi trên.
Số gai ở vây lưng: 3; Số tia vây ở vây lưng: 22–25; Số gai ở vây hậu môn: 0; Số tia vây ở vây hậu môn: 22–24; Số tia vây ở vây ngực: 13–14.

## Sinh thái học
R. rectangulus là loài ăn tạp, thức ăn của chúng bao gồm tảo, vụn hữu cơ, các loài nhuyễn thể, giáp xác, cầu gai, san hô, sống đuôi, hải miên, trùng lỗ cũng như những loài cá nhỏ hơn.
R. rectangulus có thể luân phiên đập vây ngực, làm đẩy một hệ thống gồm ba mảng vảy ép vào bong bóng cá tạo ra một chuỗi các xung phát ra như cơ chế tạo âm thanh ở Rhinecanthus aculeatus.

## Biểu tượng của Hawaii
R. rectangulus, được biết đến với cái tên khá dài là humuhumunukunukuapua'a (hay gọi tắt là humuhumu) ở Hawaii, được công nhận là loài cá biểu tượng của bang này vào năm 1985. Nhưng do một điều khoản kèm theo khiến bản công nhận này hết hiệu lực sau 5 năm. Vào năm 2006, một dự luật được thông qua bởi Thống đốc Hawaii yêu cầu phục hồi và công nhận vĩnh viễn R. rectangulus là loài cá biểu tượng của Hawaii.